# براتروشوو
براتروشوو (به چکی: Bratrušov) یک منطقهٔ مسکونی در جمهوری چک است که در ناحیه شومپرک واقع شده‌است. براتروشوو ۱۱٫۵۳ کیلومتر مربع مساحت و ۶۲۱ نفر جمعیت دارد و ۳۹۸ متر بالاتر از سطح دریا واقع شده‌ است.